# Pont-Cardinet metróállomás
Pont-Cardinet metróállomás Franciaország fővárosában, Párizsban. Az állomást a 14-es metróvonal érinti.

## Vasútvonalak
Az állomást az alábbi vasútvonalak érintik:
- 14-es metróvonal

## Kapcsolódó állomások
A vasútállomáshoz az alábbi állomások vannak a legközelebb:
- Porte de Clichy metróállomás (Saint-Denis Pleyel, 14-es metróvonal)
- Saint-Lazare (Aéroport d'Orly, 14-es metróvonal)